# 大阪大学感染症総合教育研究拠点
大阪大学感染症総合教育研究拠点（英語: Center for Infectious Disease Education and Research, 略称：サイダー、CiDER）は、世界最先端の感染症の研究教育をおこなうべく設立した大阪大学の組織及び施設。
感染症の脅威から「いのちと暮らし」を守ることを理念としている。

## 概要
新型コロナウイルス感染症の世界的流行 (2019年-)際には、マスメディアや個人などに氾濫した真偽不明の情報、SNSなどによる医療従事者などへの誹謗中傷、軽視されていた感染症の基礎研究など、日本が抱える感染症に対する医学的、社会的課題が浮き彫りとなった。このような教訓を活かし新たなる感染症の流行に備えるため、世界レベルの研究者が結集し研究教育をおこなえる『感染症総合教育研究拠点』を2021年4月に設立した。
日本財団が2030年度まで230億円規模の支援をおこなう。研究棟は2025年2月竣工（予定）。外観のテーマは『宇宙船地球号』、宇宙船をイメージした9階建てのデザインで、世界的な建築家である安藤忠雄が監修をおこなっている。

## 研究・活動
- 科学的エビデンスに基づく総合的な情報発信
- 予防、診断、治療法等の総合的な研究
- 医療従事者の皆様への感染症対策に関する最新技術・知識の教育訓練、感染症対策リーダーの育成
- 研究型総合大学の利点を活かし、人類共通の課題である感染症の制圧に貢献すること

## 沿革
- 2022年1月10日 - 「COVID-19から学ぶ―大阪大学における感染症研究のミッション―」と併せて、大阪大学感染症総合教育研究拠点（CiDER）キックオフシンポジウムを開催[3]。
- 2023年8月29日 - 大阪大学の吹田キャンパス内の建設予定地において感染症総合教育研究棟の起工式をおこなう。

## 歴代拠点長
- 初代：松浦善治 - 2021年4月 ~ 2024年3月
- 二代：山﨑晶 - 2024年4月 ~ 現在

敬称略

## 所在地・アクセス
大阪大学吹田キャンパス内
- 〒565-0871 大阪府吹田市山田丘2-8